# Ronit Elkabetz
Pour les articles homonymes, voir Elkabetz.
Ronit Elkabetz (hébreu : רונית אלקבץ, arabe : رونيت القبص), née le 27 novembre 1964 à Beer-Sheva et morte le 19 avril 2016 à Tel Aviv, est une actrice, scénariste et réalisatrice israélienne francophone d'origine marocaine.

## Biographie
Née en 1964 dans une famille juive marocaine originaire d'Essaouira, d'une mère coiffeuse et d'un père financier dans les postes israéliennes, Ronit Elkabetz commence par étudier le stylisme puis se rend pour la première fois à une audition et obtient le rôle principal dans Le Prédestiné, de Daniel Wachsmann alors qu'elle n'a jamais pris de cours de comédie.
Devenue une vedette en Israël, elle choisit de tout quitter pour la France, où elle est inconnue, et dont elle ne connait ni la langue ni les coutumes : « Le plus beau cadeau que je me suis offert, c’est cette seconde naissance. J’aurais très bien pu continuer d’enchaîner les projets en Israël, mais j’avais besoin d’ouvrir une nouvelle porte : pour la trouver, le seul moyen était de rompre avec mes repères et de recommencer ailleurs, à zéro. [...] Je suis redevenue une enfant de 2 ans qui se familiarise avec les sons et les mots et les intègre sans y penser. »
C’est ainsi qu’en 1997 elle frappe à la porte d’Ariane Mnouchkine pour un stage mais se retrouve surtout à faire la vaisselle, faute d’emploi possible. « Pendant que je briquais, mon téléphone sonnait. On me proposait de faire Lady Macbeth ou Cléopâtre en Israël. C’était très irréel ce double emploi : une vie de femme de ménage que j’avais choisie, tandis qu’en Israël, on continuait de me parler comme à une star. [...] Sans la connaître, j’étais amoureuse de cette culture, et je savais que pour progresser, il fallait que je la rencontre de près. [...] De toute manière, aussi bien en tant qu’actrice que comme cinéaste, je n’ai pas suivi de formation. »
On la remarque par ailleurs dans un spectacle consacré à la vie de la chorégraphe Martha Graham, sous la direction d’Ellen Melaver, et incarne un travesti dans Origine contrôlée.
Elle continue de trouver de grands rôles dans son pays d'origine : mère divorcée et amante passionnée dans Mariage tardif pour lequel elle obtient le prix de la meilleure actrice au Festival international du film de Thessalonique 2001, elle joue le rôle d'une prostituée immature dans Mon trésor, Caméra d'or à Cannes en 2004, puis celui d'une patronne de café au grand cœur dans La Visite de la fanfare, succès-surprise de la fin d'année 2007.
Déjà coscénariste en 1994 de La Cicatrice de Haim Bouzaglo, elle passe en 2004 derrière la caméra avec Prendre femme, réalisé avec son frère cadet Shlomi Elkabetz. Il s'agit d'un drame conjugal inspiré de l'histoire de ses parents ; ce film est le premier volet d'une trilogie dont le fil conducteur est Viviane, une femme en quête d'émancipation, interprétée par la réalisatrice. Le deuxième volet de cette trilogie, Les Sept Jours, huis-clos, centré cette fois sur les relations fraternelles face à un deuil, fait l'ouverture de la Semaine de la critique à Cannes en 2008. En 2014, Le Procès de Viviane Amsalem achève la trilogie, lorsque Viviane va en justice pour obtenir le divorce.
Elle interprète un second rôle dans La Fille du RER d’André Téchiné en 2009, l'épouse vaniteuse et raciste d'un garagiste dans Jaffa de Keren Yedaya la même année, et tourne l'année suivante sous la direction de Fanny Ardant dans Cendres et sang.
En 2010, elle est à l’affiche de Tête de turc, un drame réalisé par Pascal Elbé, et Les Mains libres de Brigitte Sy, dans lequel elle tient le rôle principal, donnant la réplique à Carlo Brandt.
Elle meurt à l'âge de 51 ans, le 19 avril 2016, des suites d'un cancer du poumon,,.

### Citation
« Je suis en permanence à la recherche de mes racines. Je suis née de parents immigrés du Maroc. Mes fondements et ma culture sont pluriels, mais mon histoire, c'est Israël. »

— Rue89, 1er juillet 2008

### Vie privée
Elle se marie avec l'architecte Avner Yashar le 25 juin 2010. En 2012, elle accouche de jumeaux, un fils et une fille. 

### Prises de position
En 2014, elle signe avec plusieurs autres personnalités du cinéma israélien dont son frère Shlomi, une tribune appelant à un cessez-le-feu contre la bande de Gaza.

## Filmographie

### Actrice
- 1990 : Le Prédestiné (Hameyu'ad) de Daniel Wachsmann : Oshra
- 1992 : Eddie King de Giddi Dar : Julia
- 1994 : La Cicatrice (Tzaleket) de Haim Bouzaglo
- 1995 : Sh'Chur de Shmuel Hasfari : Pnina
- 1996 : Milim d'Amos Gitai
- 1997 : Short Stories About Love (Sipurim Kzarim Al Ahava), épisode Ben Gurion de Ido Bronstein (mini série tv)
- 2000 : Florentine, saison 3, épisodes 5 et 6 créés par Arik Rothstein et Ori Sivan (série tv) : Nicole
- 2001 : Origine contrôlée d'Ahmed Bouchaala et Zakia Tahri : Sonia
- 2001 : Mariage tardif (Hatouna Mehuheret) de Dover Kosashvili : Judith
- 2003 : Alila d'Amos Gitai : Ronit
- 2003-2004 : Franco and Spector (Franco Ve'Spector), créé par Amit Lior (série tv) : Dafna Spector
- 2004 : Prendre femme (Ve'Lakhta Lehe Isha ) de Ronit et Shlomi Elkabetz : Viviane
- 2004 : Mon trésor (Or) de Keren Yedaya : Ruthie
- 2006 : Sion de Yosef-Joseph Dadoune (court métrage) : incarnation de Jérusalem
- 2006-2009 : On Any Saturday (Parashat Ha-Shavua) de Rani Blair, créé par Rani Blair, Anat Asulin et Ari Folman (série tv) : Elia Ben-David
- 2007 : La Visite de la fanfare (Bikur Hatizmoret) d'Eran Kolirin : Dina
- 2008 : Les Sept jours (Shiv`ah) de Ronit et Shlomi Elkabetz : Vivianne
- 2008 : L'Endroit idéal de Brigitte Sy (court métrage) : Barbara
- 2009 : La Fille du RER d'André Téchiné : Judith
- 2009 : Cendres et Sang de Fanny Ardant : Judith
- 2009 : Jaffa (Kalat Hayam) de Keren Yedaya : Osnat Ossi Wolf
- 2009 : Zion et son frère (Zion Ve Ahiv) d'Eran Merav : Ilana
- 2010 : Tête de turc de Pascal Elbé : Sibel
- 2010 : Les Mains libres de Brigitte Sy : Barbara
- 2010 : Mabul de Guy Nattiv : Miri Roshko
- 2011 : Invisible (Lo roim alaich) de Michal Aviad : Lily
- 2011 : Edut de Shlomi Elkabetz
- 2012 : Zarafa de Rémi Bezançon et Jean-Christophe Lie : Bouboulina (voix)
- 2014 : Gett, le procès de Viviane Amsalem de Ronit Elkabetz et Shlomi Elkabetz : Viviane
- 2016 : Trepalium de Vincent Lannoo (série TV) : Nadia Passeron

### Réalisatrice
En collaboration avec son frère cadet, Shlomi Elkabetz.
- 2004 : Prendre femme avec Simon Abkarian, Gilbert Melki
- 2007 : Les Sept Jours avec Simon Abkarian, Yaël Abecassis et Hanna Laslo
- 2014 : Le Procès de Viviane Amsalem

### Scénariste
- 1994 : La Cicatrice de Haim Bouzaglo
- 2004 : Prendre femme
- 2007 : Les Sept Jours
- 2014 : Le Procès de Viviane Amsalem

## Théâtre
- 2000 : Ubu d'après Alfred Jarry, Gary Stevens, mise en scène Dan Jemmett, Théâtre de Nice, Théâtre de la Cité internationale
- 2011 : Ulysse ou le retour d'Ithaque de Botho Strauss d'après Homère, mise en scène Jean-Louis Martinelli, Nanterre Amandiers

## Distinctions
- 1994 : prix de la meilleure actrice dans un second rôle aux Ophirs du cinéma  pour Sh'Chur
- 2001 : prix de la meilleure actrice à Ophir du cinéma pour Mariage tardif
- 2001 : prix de la meilleure actrice au Festival international du cinéma indépendant de Buenos Aires pour Mariage tardif
- 2001 : prix de la meilleure actrice au Festival international du film de Thessalonique pour Mariage tardif
- 2004 : prix de la meilleure actrice au Mexico City International Contemporary Film Festival pour Mon trésor
- Mostra de Venise 2004 : prix du public[10] pour Prendre femme
- 2007 : prix de la meilleure actrice au Festival international du film de Jérusalem pour La Visite de la fanfare
- 2008 : prix du meilleur film au Festival international du film de Jérusalem pour Les Sept Jours